# Pannenstatistik
Eine Pannenstatistik dokumentiert die häufigsten Ursachen von Pannen an Pkw. Darin wird festgehalten, wie oft die Pannenhilfe ausrücken musste, welche Fahrzeuge betroffen waren und welche Mängel die Fahrzeuge aufwiesen. Daraus ergibt sich letztlich eine Statistik, aus der die häufigsten Mängel diverser Fahrzeugmodelle erkennbar sind, die zum Liegenbleiben führen können. Andere Mängel, die nicht unmittelbar zur Unterbrechung der Fahrt zwingen, gleichwohl aber kostspielige Reparaturen nach sich ziehen können (z. B. undichte Klimaanlage, Anfälligkeit für Rost, defekte Stoßdämpfer, Radlager etc.) werden von dieser Statistik nicht erfasst.
Der ADAC publizierte erstmals 1967 eine solche Pannenstatistik, welche seitdem jährlich erscheint. Im Jahr 2014 wurden 505.000 Pannenfälle ausgewertet. In die Wertung kamen die ein- bis sechsjährigen Autos, die mindestens 3 Jahre lang im Wesentlichen unverändert gebaut wurden und in einem Jahr mindestens 10.000 Neuzulassungen erreichten. Niedrigere Zulassungszahlen bilden keine ausreichende statistische Grundlage. Die ADAC-Pannenstatistik ist nach ISO 9001:2008 zertifiziert.
Beteiligung der einzelnen Baugruppen an den Fahrzeug-Ausfällen 2016:
- Batterie: 35,7 Prozent
- Motormanagement (Zündung, Einspritzung & Sensorik): 15,2 Prozent
- Sonstige Pannen (vor allem Lenkung, Bremsen, Fahrwerk & Karosserie): 14,1 Prozent
- Generator, Beleuchtung, Anlasser & Verkabelung: 11,9 Prozent
- Motor: 6,7 Prozent
- Reifen: 6,5 Prozent
- Kraftstoffanlage: 5,0 Prozent
- Kühlung, Heizung, Klima: 3,5 Prozent
- Auspuffanlagen, Partikelfilter und Katalysator: 1,4 Prozent[2]

Neben der ADAC-Pannenstatistik liefert auch der jährlich herausgegebene TÜV Auto-Report, herausgegeben von der TÜV Media GmbH, Statistiken zur Qualität und Sicherheit der verschiedenen Auto-Modelle. Als Datengrundlage dienen hierbei jedoch Mängel, die bei der Hauptuntersuchung festgestellt werden. Ein Liegenbleiben des Fahrzeugs ist somit nicht Voraussetzung (sondern eher Ausschluss) für die Erfassung in einer Statistik zu Hauptuntersuchungsergebnissen. Pannenstatistiken und Statistiken zu Ergebnissen von Hauptuntersuchungen sind daher nur eingeschränkt vergleichbar.

## Repräsentativität
Die Repräsentativität der ADAC-Pannenstatistik ist aus den folgenden Gründen umstritten:
1. Der ADAC ist nicht der einzige Anbieter von Pannendiensten. Hersteller, Versicherungen und andere Automobilclubs bieten ebenfalls Pannenhilfe an.[3]
2. Die Statistik bezieht sich auf die insgesamt zugelassenen Fahrzeuge und nicht auf die tatsächlichen Fahrzeuge der Mitglieder. Durch die unterschiedlichen Garantieleistungen der Hersteller kann es hier Unterschiede geben.
3. Das Kilometeraufkommen ist bei den Fahrzeugtypen extrem unterschiedlich, beispielsweise zwischen Kleinwagen und typischen Geschäftswagen. Innerhalb einer Fahrzeugklasse wendet der ADAC Korrekturfaktoren an, um die unterschiedlichen Laufleistungen zu berücksichtigen.[4] Ein Vergleich zwischen den Fahrzeugklassen ist nur eingeschränkt möglich.
4. Die wahren Pannenursachen können nicht immer einwandfrei geklärt werden. Selbstverschuldete Pannen werden vom ADAC so weit wie möglich herausgefiltert[1]

## Kritik
Die ADAC-Pannenstatistik steht in der Kritik, nicht der Realität zu entsprechen. Grund dafür seien sogenannte Mobilitätsgarantien, welche die Autobauer ihren Kunden anbieten. Bei diesen Angeboten wählen Kunden dieser Marke im Falle einer Panne nicht die Nummer des ADAC, sondern die des markeneigenen Pannenservices. Dieser beauftragt aber oft genug auch den ADAC, der dann im Auftrag der Hersteller Pannenhilfe bietet. Pannen, die vom ADAC im Rahmen dieser Mobilitätsgarantien bearbeitet werden, fließen nicht mit in die Pannenstatistik ein. In gewisser Weise erhalten die Hersteller dadurch die Möglichkeit, das prestigeträchtige Zuverlässigkeitsranking zu beeinflussen. Der ADAC weist darauf hin, dass eine Berücksichtigung dieser Pannen die Statistik erst recht verzerren würde, da dann die Hersteller bevorteilt würden, die über einen eigenen Pannendienst verfügen (dies trifft z. B. auf BMW und Volkswagen zu). Aktuell arbeitet der ADAC unter anderem mit Opel, Peugeot, Ford, Honda, Kia, Mercedes, Nissan und Volvo zusammen. Dienstleister ist die ADAC Service GmbH.